# 斯洛伐克远征军
斯洛伐克远征军是斯洛伐克共和國武装力量的一部分，在德军指挥下参加了苏德战争。
在德方发动巴巴羅薩行動后不久，规模大约为45000人的斯洛伐克远征军进入苏联国境。斯洛伐克远征军受德军直接指挥。1941年7月，该部队跟随第17軍團作战，参加了烏曼戰役。斯洛伐克远征军又随B集團軍抵达高加索地区，參加高加索戰役。
1944年6月，德方认定斯斯洛伐克远征军士气太低，不适合作战，于是将其解散。